# Псалом 122
Псалом 122 (у масоретській нумерації — 123) — 122-й псалом Книги псалмів. Він належить до одного із 15 псалмів, які починаються словами «Висхідна пісня» (Shir Hama'a lot).

## Структура
Псалом можна розділити на такі частини:
1. Вірші 1–2: Частина 1
  1. Вірш 1: Початок особистої молитви і опис
  2. Вірш 2: Опис відношення до Бога, засноване на стосунках слуги до Господа
2. Вірші 3–4: Частина 2
  1. Вірш 3а: Прохання про милосердя
  2. Вірші 3б–4: Скарга про гнобителів

## Текст
| Вірш | Гебрейська мова                                                                                  | Давньогрецька мова (Септуаґінта) | Латинська мова (Вульгата) | Українська мова (Переклад Хоменка) |
| ---- | ------------------------------------------------------------------------------------------------ | --- | --- | --- |
| 1    | שִׁיר, הַמַּעֲלוֹת: אֵלֶיךָ, נָשָׂאתִי אֶת-עֵינַי-- הַיֹּשְׁבִי, בַּשָּׁמָיִם                                                  | ᾿Οιδὴ τῶν ἀναβαθμῶν. Πρὸς σὲ ἦρα τοὺς ὀφθαλμούς μου τὸν κατοικοῦντα ἐν τῷ οὐρανῷ.                                                                                                 | Canticum graduum. [Ad te levavi oculos meos, qui habitas in cælis.                                                                                                   | Висхідна пісня. До тебе я підношу мої очі, до тебе, що живеш на небі.                                                                           |
| 2    | הִנֵּה כְעֵינֵי עֲבָדִים, אֶל-יַד אֲדוֹנֵיהֶם — כְּעֵינֵי שִׁפְחָה, אֶל-יַד גְּבִרְתָּהּ: כֵּן עֵינֵינוּ, אֶל-יְהוָה אֱלֹהֵינוּ-- עַד, שֶׁיְּחָנֵּנוּ | ἰδοὺ ὡς ὀφθαλμοὶ δούλων εἰς χεῖρας τῶν κυρίων αὐτῶν, ὡς ὀφθαλμοὶ παιδίσκης εἰς χεῖρας τῆς κυρίας αὐτῆς, οὕτως οἱ ὀφθαλμοὶ ἡμῶν πρὸς κύριον τὸν θεὸν ἡμῶν, ἕως οὗ οἰκτιρήσαι ἡμᾶς. | Ecce sicut oculi servorum in manibus dominorum suorum; sicut oculi ancillæ in manibus dominæ suæ: ita oculi nostri ad Dominum Deum nostrum, donec misereatur nostri. | Як очі слуг на руки свого пана і як слугині на руки господині, так наші очі дивляться на Господа, Бога нашого, поки не змилосердиться над нами. |
| 3    | חָנֵּנוּ יְהוָה חָנֵּנוּ: כִּי-רַב, שָׂבַעְנוּ בוּז                                                                 | ἐλέησον ἡμᾶς, κύριε, ἐλέησον ἡμᾶς, ὅτι ἐπὶ πολὺ ἐπλήσθημεν ἐξουδενώσεως, | Miserere nostri, Domine, miserere nostri, quia multum repleti sumus despectione;                                                                                     | Помилуй нас, о Господи, помилуй! Бо надто ми наситилися зневаги.                                                                                |
| 4    | רַבַּת, שָׂבְעָה-לָּהּ נַפְשֵׁנוּ: הַלַּעַג הַשַּׁאֲנַנִּים; הַבּוּז, לגאיונים) לִגְאֵי יוֹנִים)                                    | ἐπὶ πλεῖον ἐπλήσθη ἡ ψυχὴ ἡμῶν. τὸ ὄνειδος τοῖς εὐθηνοῦσιν, καὶ ἡ ἐξουδένωσις τοῖς ὑπερηφάνοις.                                                                                   | quia multum repleta est anima nostra opprobrium abundantibus, et despectio superbis.]                                                                                | Надто наситилася душа наша глузування ситих, зневаги гордих.                                                                                    |

## Літургійне використання

### Юдаїзм
- Псалом 122 читають після молитви «Мінха», між Сукотом і святом Shabbat Hagadol.
- Третій вірш псалму є заключною частиною покаянної молитви «Таханун».

### Католицька церква
З часів Середньовіччя і згідно Статуту Бенедикта (530 AD) цей псалом традиційно співають із вівторка по суботу.
На Літургії годин псалом 122 співають або читають на вечірніх понеділка третього тижня, як наступний псалом. На месі його читають у третю неділю у звичний час року В.

## Використання у музиці
У 1683 році, коли Мішель-Рішар Делаланд заступив на службу до французького короля Людовика XIV, він написав мотет для цього псалму — «ad te levavi oculos» (S.6) — для Богослужінь, які відправлялися у королівській Каплиці Версаля. У 1690 році Марк Антуан Шарпантьє написав твір «Nisi quia Dominus», H 217 для солістів, хору та баса.